# 勝解
勝解，又譯為信解，佛教術語，心感到興趣，能夠了解與理解，能夠決定的能力。為心所之一，說一切有部列入大地法中。
解，有三个阶段，第一阶段仅仅是脑筋上、道理上的解，叫“理”解。第二个阶段是深入理解后，引发强烈的要去行动、验证的冲动，已经有了对其价值的认定，叫胜解。第三阶段，真正实证了，经验了，见到了，叫“见”解。

## 概論
勝解的字根來自adhimuc，有確定、決定與確信之意。是能夠正確了解，確知確信的意思。它跟解脫的字根，同樣來自動詞字根muc（解開、放開）。